# Plectris martinezi
Plectris martinezi är en skalbaggsart som beskrevs av Frey 1967. Plectris martinezi ingår i släktet Plectris och familjen Melolonthidae. Inga underarter finns listade i Catalogue of Life.